# Pjadykiwci
Pjadykiwci (ukr. П'ядиківці) – wieś na Ukrainie, w obwodzie czerniowieckim, w rejonie czerniowieckim, nad Prutem. W 2001 roku liczyła 971 mieszkańców.